# Bánh phở

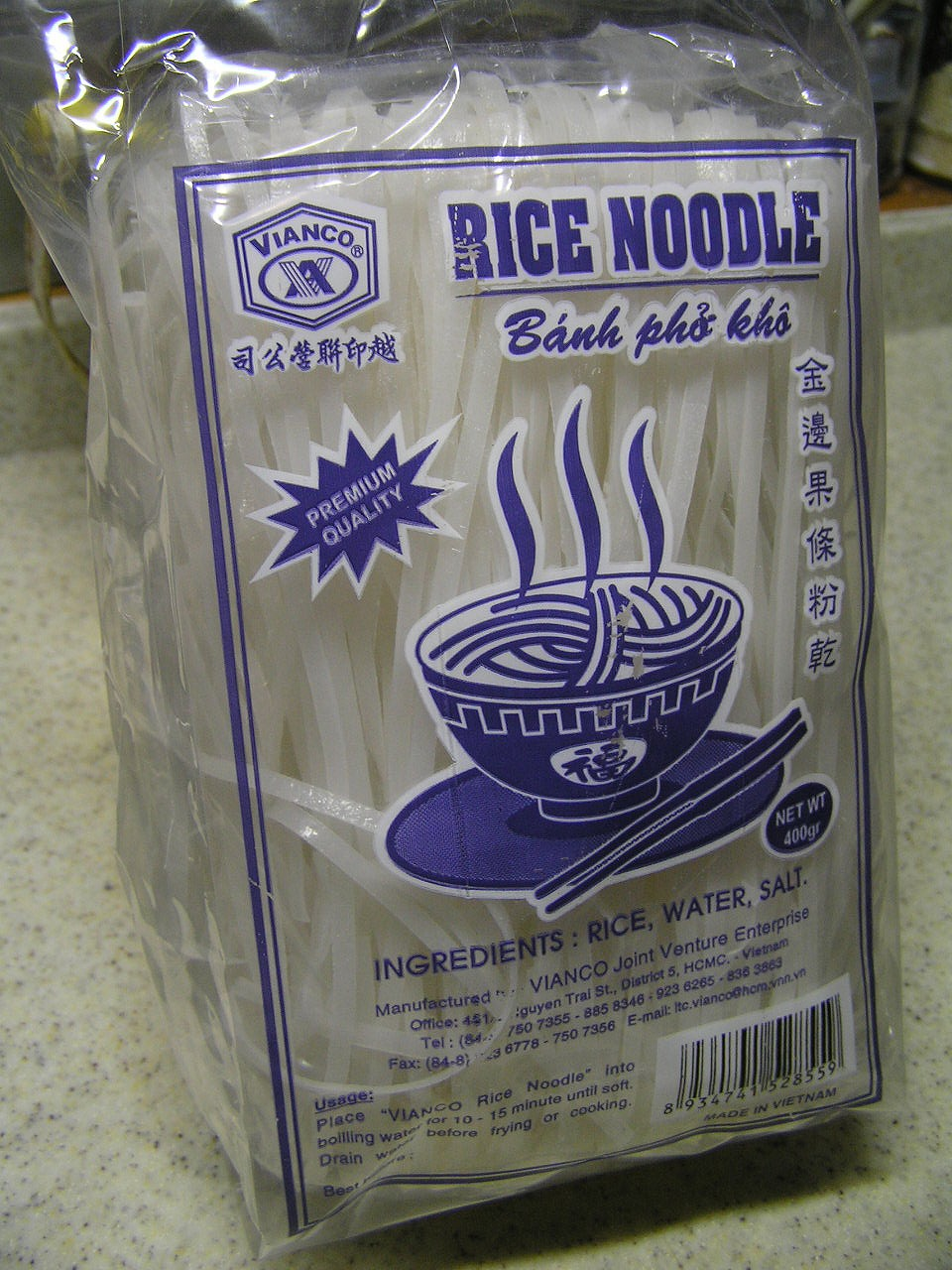
Gói bánh phở khô

Bánh phở là một dạng mì gạo, dùng làm nguyên liệu chính cho các món phở. Ngoài những thành phần khác như là nước phở, thịt, gia vị... thì bánh phở quyết định đến chất lượng của một bát (tô) phở. Riêng ở làng Chũ Lục Ngạn, Bắc Giang bánh phở khô có tên gọi khác là mỳ chũ.

## Một số tiêu chuẩn
Bánh phở cũng cần có một số tiêu chuẩn cơ bản để có thể tạo nên 1 tô phở ngon:
- Về hình thức: bánh phở có tiết diện chữ nhật, dày khoảng 1,5 mm, rộng 3–4 mm, vuông cạnh, dài hơn 20 cm
- Về màu sắc: bánh trắng đục, mặt ngoài láng đều không rỗ mặt
- Về vị giác: ăn vào có vị bùi, ngọt như cơm.
- Có độ dai, dẻo
- An toàn thực phẩm: không dùng các thành phần hóa chất xử lý ngâm gạo, trộn trong bột hoặc phun phủ trên bề mặt để tăng cường các đặc tính trên, chỉ dùng các phương pháp tự nhiên.

Tránh sự nhầm lẫn giữa bánh phở và bánh hủ tiếu của Trung Hoa, bánh phở có dạng trong hơn là bánh hủ tiếu, và độ ẩm của nước trong bánh phở cũng ít hơn, cho nên độ dai của bánh phở có phần cao hơn.
Những nhà hàng phục vụ Phở ở nước ngoài, vì lý do sản xuất, cũng như thiếu kiến thức về món ăn và loại thực phẩm này nên vẫn hay sử dụng bánh hủ tiếu để dùng trong việc chế biến một tô phở, và hơn một nửa số thực khách là những người lớn lên ở hải ngoại nên cũng không thể phân biệt.

## Phương pháp sản xuất bánh phở ở Việt Nam

### Sản xuất thủ công
- Xử lý gạo: vo sạch, nhặt bỏ sạn cát, hạt cỏ và thành phần lạ khác. Ngâm gạo trong khoảng thời gian hơn 4 giờ. Sau đó vớt ra để ráo.
- Xay gạo đã ngâm bằng cối đá nghiền mịn với nước ra dung dịch bột nước
- Hấp bánh: bột được pha loãng, tráng đều trên mặt vải nồi hấp, hấp chín bằng hơi nước.
- Bánh chín được hong khô bằng gió, hoặc để tự nhiên, trên bề mặt tráng dầu chống dính
- Bánh được cắt bằng trục cán, loại 2 trục quay tay

### Sản xuất với các thiết bị
Để giảm bớt lao động thủ công, tăng năng suất, sản lượng lớn, trong các xí nghiệp, công ty, các lò ở địa phương chuyên sản xuất bánh phở, hủ tiếu, bánh tráng... đã trang bị các dây chuyền xử lý các công đoạn tự động hoặc bán tự động.
Ngoài ra để chủ động trong sản xuất bánh phở cho riêng thương hiệu của mình, các tiệm phở lớn có khuynh hướng trang bị 1 máy sản xuất bánh phở mini, với đặc điểm nhỏ gọn, tự động hóa cao, với công thức bột khô ổn định an toàn, dễ bảo quản, hương vị riêng.